# Петров, Анатолий Николаевич (художник-акварелист)
Анатолий Николаевич Петров (7 февраля 1949, Липецк — 19 марта 2016, там же) — советский и российский профессиональный художник, акварелист; член Союза художников России и Международной ассоциации изобразительного искусства — АИАП ЮНЕСКО с 2000 года.

## Биография
Родился в 1949 году в рабочей многодетной семье в посёлке Шестая Шахта, расположенном недалеко от города Липецка.
В 1964 году окончил восьмилетнюю школу № 21 города Липецк, в 1968 году с отличием — Рязанское художественное училище. Имея отличные оценки по спец. предметам, был направлен в Ленинградский ВУЗ в числе пяти процентников, но по семейным обстоятельствам выехать не смог. Год работал по распределению в Муроме, в 1969 году вернулся в Липецк и начал проявлять себя в качестве художника-оформителя, художника-проектировщика, но душа требовала другого. Со временем понял: его главный путь — чистое творчество.
С 2000 года — член Союза художников России, член Международной ассоциации изобразительного искусства — АИАП ЮНЕСКО.
Виртуозно работая в технике акварели, А. Н. Петров добивался тончайших цветовых нюансов неуловимых состояний природы. Основными темами его творчества были природа и натюрморты.
Работы хранятся в Липецкой областной картинной галерее, в Липецком областном краеведческом музее, в частных коллекциях России, США, Англии, Германии, Японии, Китая, Израиля, Польши, Франции и ближнего зарубежья.

## Выставки
- Эпизодическое участие в областных художественных выставках 1970—1991 годах города Липецка.
- Групповая художественная выставка на посёлке Сырский Рудник города Липецка. 1973 год.
- Групповая художественная выставка на посёлке Сырский Рудник города Липецка. 1977 год.
- Групповая художественная выставка на посёлке Сырский Рудник города Липецка. 1987 год.
- Постоянное участие в областных художественных выставках с 1992 года города Липецка.
- 1-я Областная художественная выставка акварели города Липецка. 1995 год.
- 2-я Областная художественная выставка акварели города Липецка. 1997 год.
- Межобластная художественная выставка " Край чернозёмный ". Город Воронеж. 1998 год.
- Областная художественная выставка, посвящённая 40 — литию Липецкой организации СОЮЗА ХУДОЖНИКОВ России. Город Липецк. 1998 год.
- 3-я Областная художественная выставка акварели. Город Липецк. 1999 год.
- Персональная выставка, просвещенная 300-литию города Липецка. Город Липецк. 2003 год.
- Художественная выставка Липецких художников. Город Мичуринск. 2003 год.
- Групповая выставка " Арт — Пространства " (, Юрий Потапов, Алексей Потапов). Город Чаплыгин. 2003 год.
- Региональная художественная выставка " 60 лет первому салюту победителей ", посвященная 60-летию битвы на Орловско — Курской дуге. Город Орёл. 2003 год.
- Международный фестиваль изобразительного искусства " Мой край задумчивый и нежный ". Город Рязань. 2003 год. (III — премия в номинации акварель).
- IX региональная художественная выставка " Художники центральных областей России ". Город Липецк. 2003—2004 года.
- Художественная выставка Липецких художников, посвящённая 50-летию образования Липецкой области. Международный славянский культурный центр. Город Москва. 2004 год.
- Персональная художественная выставка "С любовью к природе " (55 лет автору). Город Липецк. 2004 год.
- 4-я областная художественная выставка акварели. Город Липецк. 2004 год.
- Областная художественная выставка " Славные сыны Отечества ", посвящённая 60-летию Победе в Великой Отечественной войне 1941—1945 годов. Город Липецк. 2005 год.
- Международная художественная выставка " Победа! ", посвященная 60-летию Победе в Великой Отечественной войне 1941—1945 годов. Город Москва. 2005 год.
- Липецкий пленэр Центрального Федерального округа «Сиреневая школа в Мещёрке», посвященная 60-летию Победе в Великой Отечественной войне 1941—1945 годов. Город Липецк. 2005 год.
- Художественная выставка «Сиреневая школа в Мещёрке» село Становое, район Липецкой области. 2005 год.
- Художественная выставка «Сиреневая школа в Мещёрке». Дом — музей имени Сорокина. Город Липецк. 2005 год.
- Художественная выставка участников Липецкого пленэра «Сиреневая школа в Мещёрке» Государственный выставочный зал " Замоскворечье ". Город Москва. 2005 год.
- Вторая всероссийская художественная выставка " Возрождение " посвященная 300-летию со дня рождения святителя Иоасафа епископа Белгородского. Город Белгород. 2005 год.
- Первая художественная выставка «Дом художника». Город Липецк. 2006 год.
- Областная выставка акварели, областной выставочный зал г. Липецк 2006 год.
- Юбилейная выставка выпускников Рязанского художественного училища им. Г. К. Вагнера 2008 год.
- Областная выставка акварели и «Портрет», областной выставочный зал г. Липецк 2008 год.
- Областная выставка, посвященная 50-летию Липецкой областной организации ВТОО «СХР», областной выставочный зал г. Липецк 2008 год.
- Областная выставка акварели и «Ню», областной выставочный зал г. Липецк 2009 год.
- Персональная выставка «Откровение» областной выставочный зал г. Липецк 2009 год. Персональная выставка г. Лебедянь 2009 год.
- Выставка, посвящённая 55-летию Липецкой области, областной центр культуры и народного творчества г. Липецк 2009 год.
- Персональная выставка, посвящённая «Дню шахтёра», ДК Рудничный п. Сырский 2009 год.
- Областная выставка, посвящённая «Дню художника», областной выставочный зал г. Липецк 2009 год.
- Областная выставка, посвященная «Дню художника», областной выставочный зал г. Липецк 2010 год.
- Выставка «Четыре века святой обители», посвящённой 400-летию Задонского Рождество — Богородицкого мужского монастыря, областной выставочный зал г. Липецк 2010 год.
- Международный живописный пленэр «Мещёрские дали» п. Солотца Рязанской Области 2010 год.
- Областная выставка, посвящённая «Дню художника», областной выставочный зал г. Липецк. 2011 год.
- Выставка — конкурс «Прохоровское поле» г. Белгород 2011 год.
- Первый Белгородский фестиваль изобразительных искусств памяти заслуженного художника РФ С. С. Косенкова г. Белгород 2011 год.
- Областная выставка, посвящённая «Дню художника», областной выставочный зал г. Липецк 2012 год.
- Персональная выставка «Акварельная песня» в картинной галерее им. Н. А. Сысоева п. Лев — Толстой 2012 год.
- Персональная выставка «Акварельная песня» в краеведческом музее г. Чаплыгин 2012 год.
- Групповая выставка, посвящённая 100-летию В. С. Сорокина, г. Москва МИД РФ 2012 год.
- Всероссийская выставка «Продолжая традиции…», посвящённая 175 -летию со дня рождения И. Н. Крамского г. Воронеж 2012 год.
- Выставка «Для Вас женщины» в администрации Липецкой области г. Липецк 2013 год.
- Выставка, посвящённая 60-летию Липецкой области, областной центр культуры и народного творчества г. Липецк 2013 год.
- Персональная выставка, посвящённая юбилею Т. Н. Хренникова г. Елец 2013 год.
- Выставка-конкурс второго Белгородского фестиваля изобразительных искусств памяти заслуженного художника РФ С. С. Косенкова г. Белгород 2014 год.
- Х Областная выставка, посвящённая «Дню художника», областной выставочный зал г. Липецк 2015 год.
- Выставка памяти липецкого художника Анатолия Петрова «С любовью...», Липецкий областной выставочный зал (большой зал), ул. Ленина, 9 2019 год.

## Галерея

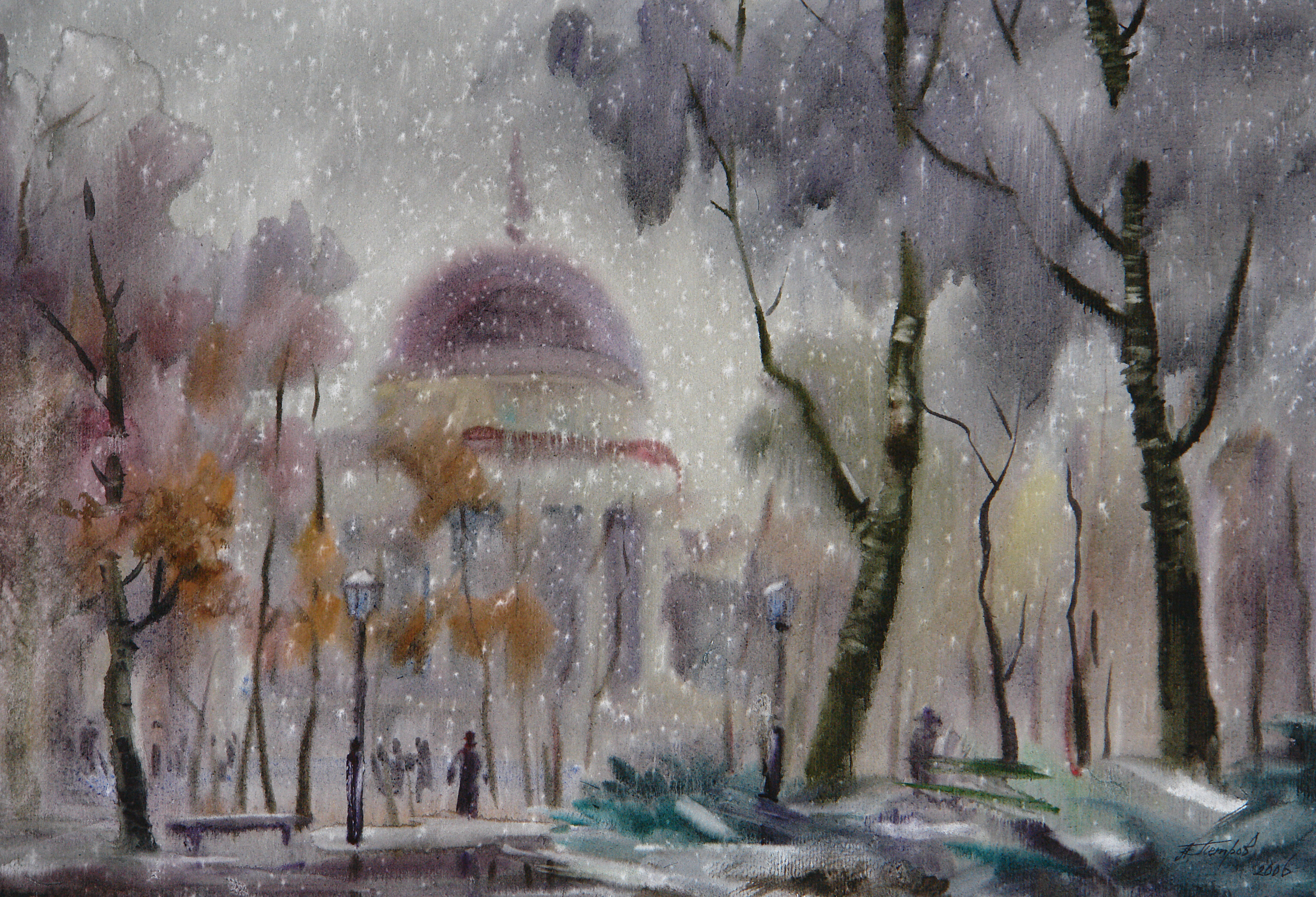
«Первые снежинки». 2007г. Бум. Акв. 37х53,7
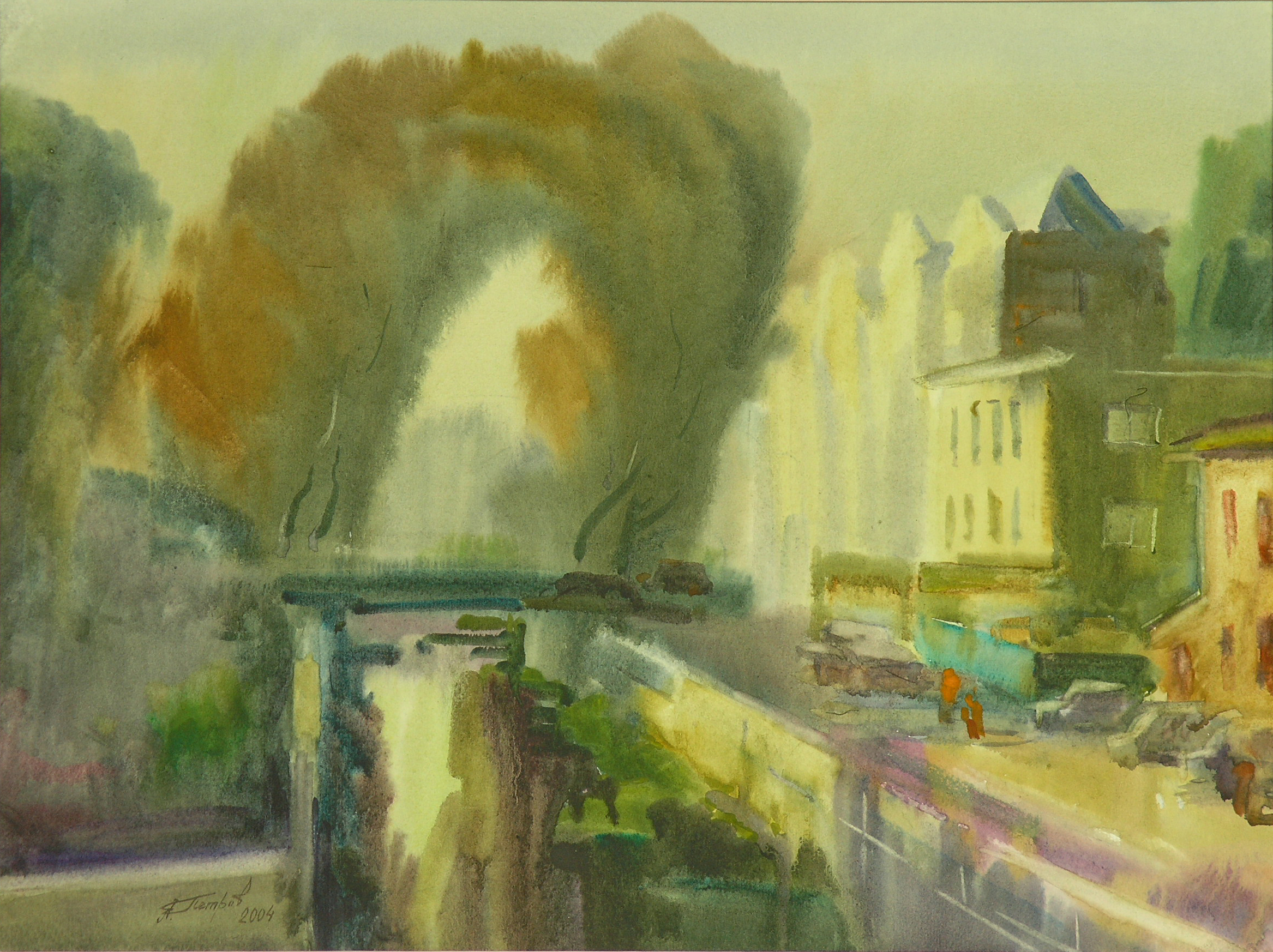
«Тополиная арка». 2004г. Бум. Акв. 33,5х44,5
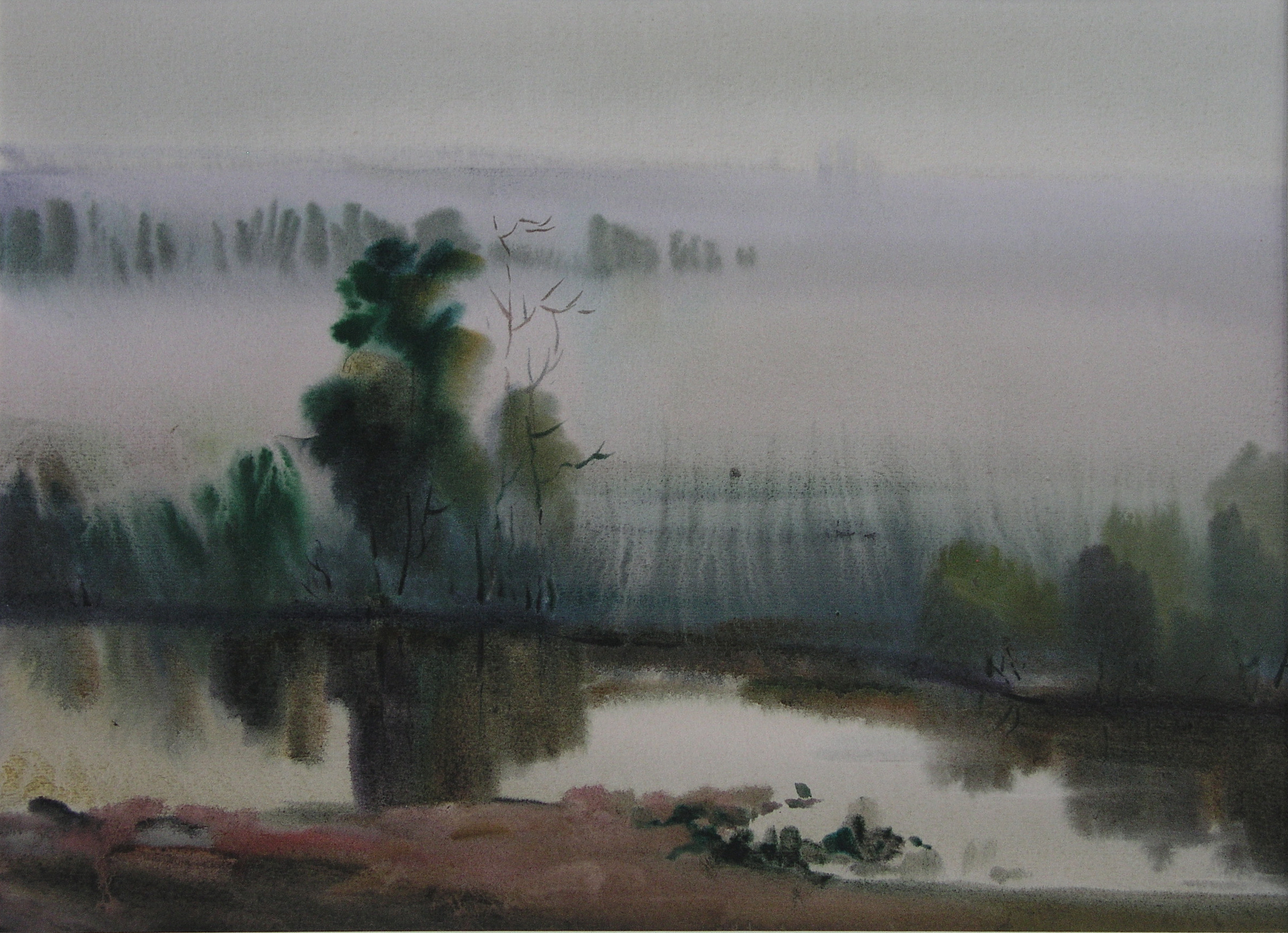
«Туман над Придоньем». 2004г. Бум. Акв. 33х46
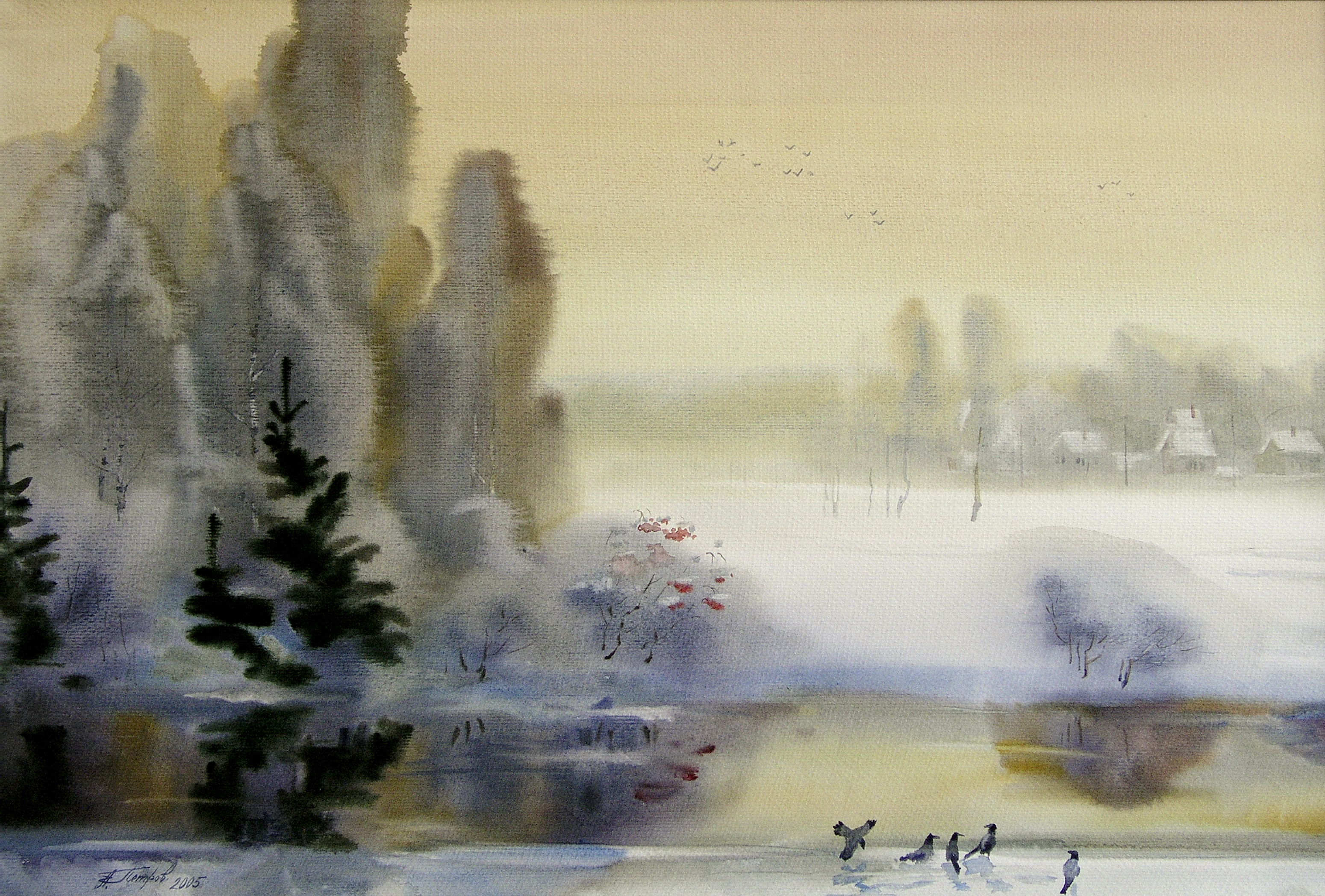
«Зазимок» 2005г. Бум. Акв. 45,3х67
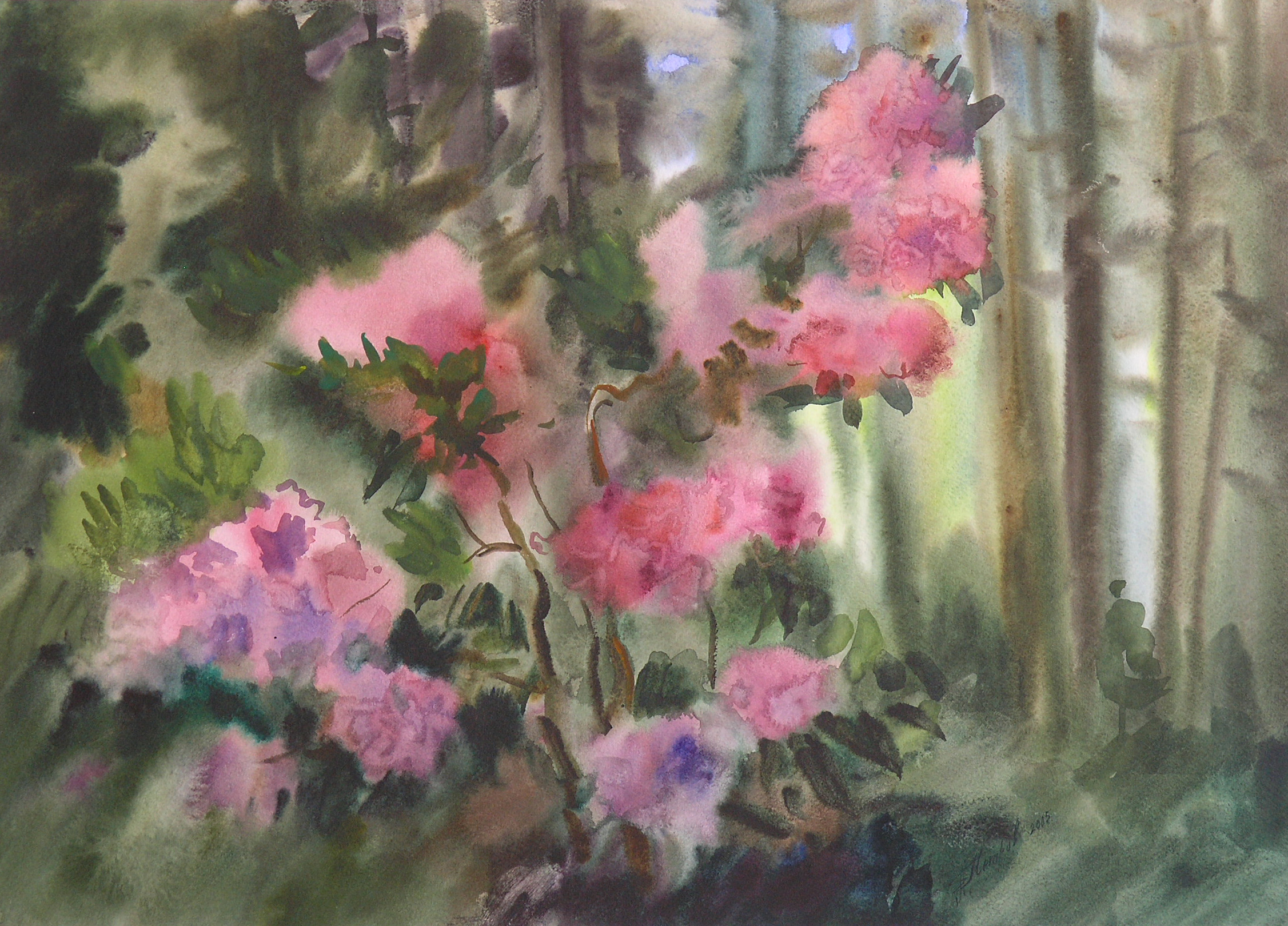
«В буйном цветении». 2005г. Бум. Акв. 38,3х53,5
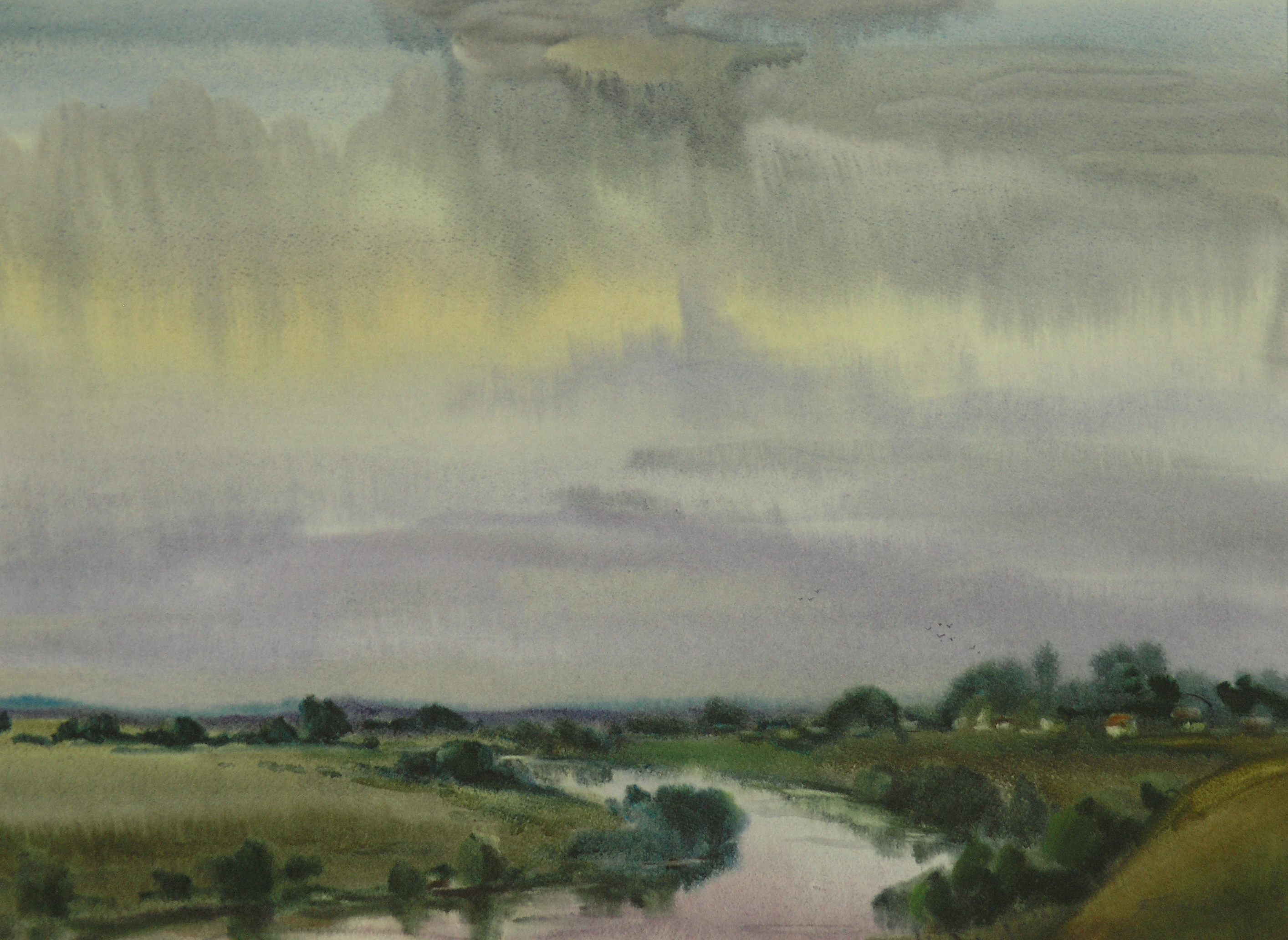
«Хмурое небо». 2004г. Бум. Акв. 38х52
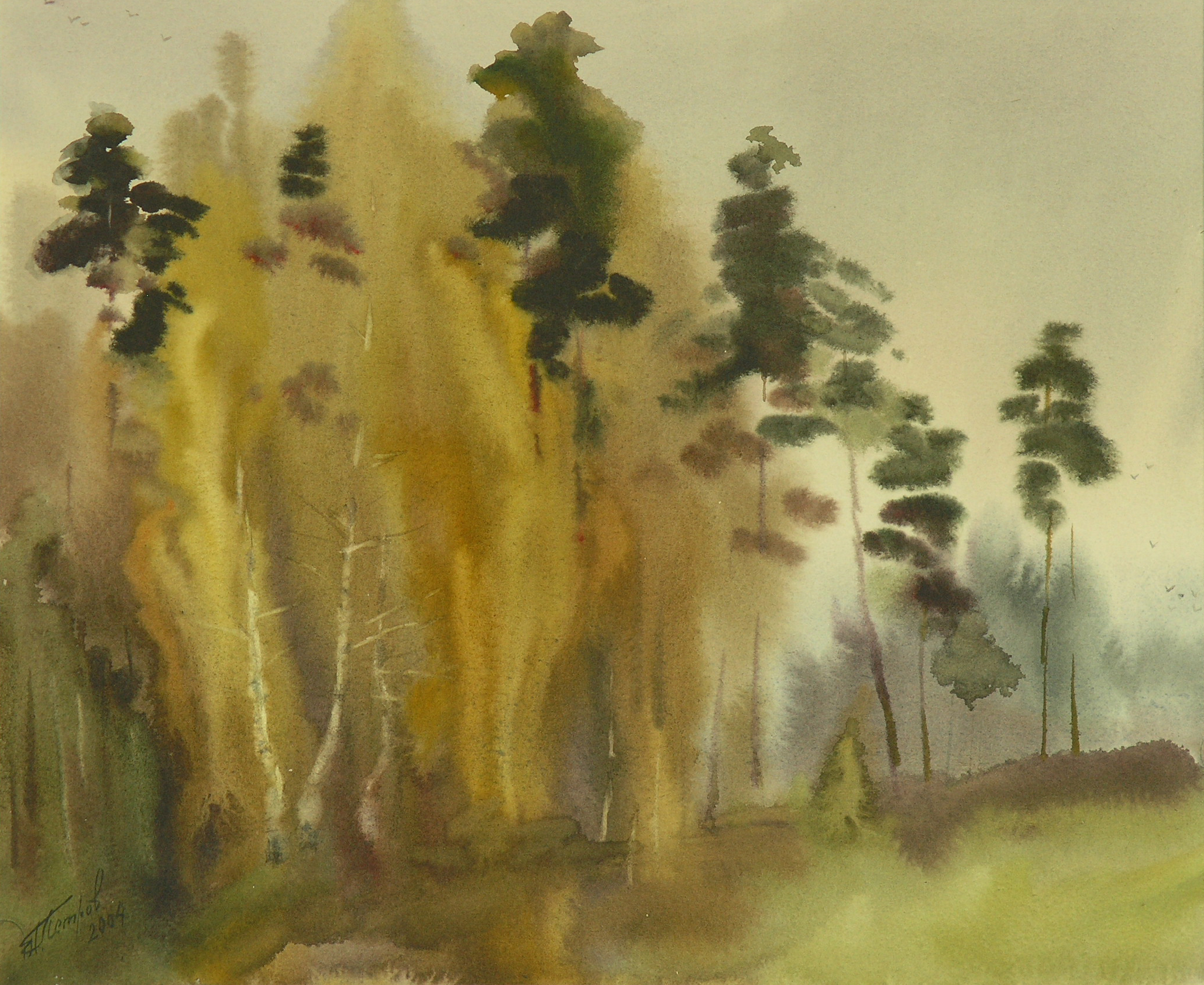
«На лесной опушке». 2004г. Бум. Акв. 32,4х39,5
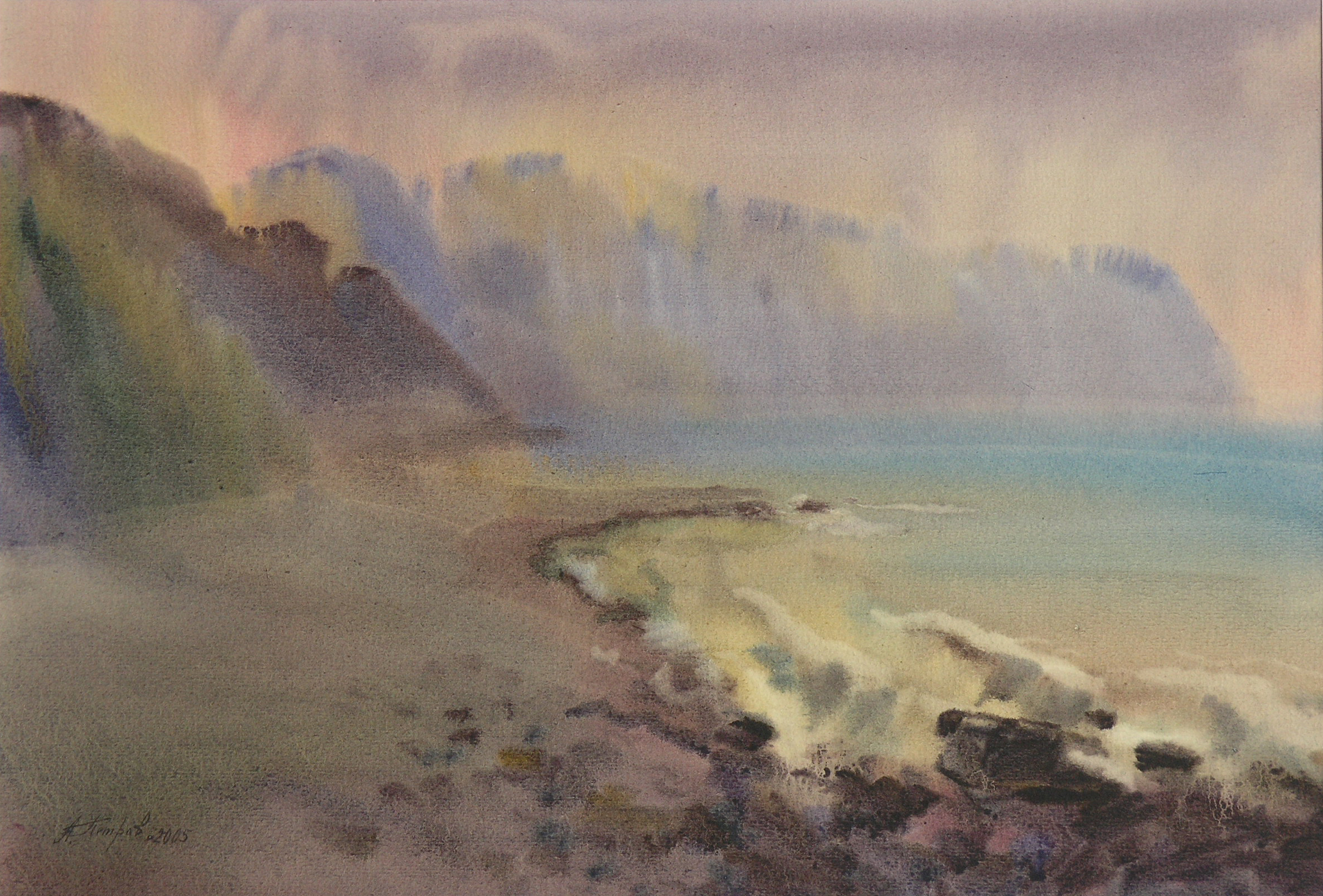
«Анапа. Перламутровое утро». 2005г. Бум. Акв. 32х47